# Беар, Эмманюэль
Эмманюэ́ль Мари́ Эле́н Беа́р (фр. Emmanuelle Béart; род. 14 августа 1963, Гасен) — французская актриса.
Кроме многочисленных ролей в кино, известна как активистка правозащитного движения и посол доброй воли ЮНИСЕФ.

## Биография
Эмманюэль Беар — дочь Ги Беара, французского композитора, поэта и шансонье. У Эмманюэль еврейские, фламандские, хорватские, греческие и мальтийские корни . Вместе со своими братьями и сестрой она воспитывалась вдали от городской суеты на юге Франции недалеко от Сен-Тропе. В 13 лет Эмманюэль посмотрела фильм «Мадо» с участием Роми Шнайдер и с этого момента решила стать актрисой. Для того чтобы дочь овладела английским языком, родители отправили Эмманюэль на учёбу в Монреаль.
Вернувшись во Францию, Беар посещала уроки актёрского мастерства и получила свою первую телевизионную роль в «Raison perdue». Снимаясь в фильме «Любовь тайком» (1985), она познакомилась со своим будущим мужем Даниэлем Отёйем. Их отношения продлились до 1995 года, у них есть дочь. 
В 27 лет Беар изменила свою внешность путём пластической операции на губах. «Операция оказалась неудачной. Очевидно, если бы мне понравился результат, я бы не стала снова обращаться к хирургам и всё переделывать», — заявляла Беар.
Вторым супругом актрисы был Микаэль Коэн, 13.12.1970 г. р. (Мезон-Лаффит, Ивелин, Франция). В 2010 г. он дебютировал в качестве режиссёра и сценариста, сняв картину «Это начинается с конца», где он и Беар исполнили главные роли. В том же 2010 году они усыновили 8-месячного мальчика по имени Сурифель из Эфиопии. В 2011 году супруги расстались.

## Избранная фильмография
- 1983 — Первые желания — Premiers désirs — Хелен
- 1985 — Любовь тайком — L’Amour en douce — Саманта Пэйдж
- 1986 — Манон с источника — Manon des Sources — Манон
- 1987 — Свидание с ангелом — Ангел
- 1988 — Налево от лифта — À gauche en sortant de l’ascenseur — Ева, супруга Бориса
- 1990 — Путешествие капитана Фракасса — Il viaggio di Capitan Fracassa — Изабелла
- 1991 — Очаровательная проказница / La Belle noiseuse — Марианна
- 1991 — Я не целуюсь / J’embrasse pas — Ингрид
- 1992 — Сердце зимой — Un Coeur En Hiver — Камилла
- 1994 — Французская женщина / Une femme française — Жанна
- 1994 — Ад / L’Enfer — Нелли
- 1995 — Нелли и месье Арно / Nelly et Monsieur Arnaud — Нелли
- 1996 — Последняя из Красных Шапочек / Le dernier chaperon rouge — Красная шапочка
- 1996 — Миссия невыполнима / Mission: Impossible — Клэр Фелпс
- 1998 — Дон Жуан / Don Juan — донья Эльвира
- 1999 — Рождественский пирог / La Bûche — Соня
- 1999 — Обретённое время / Le Temps retrouvé — Жильберта Сван
- 2000 — Сентиментальные судьбы / Les Destinées sentimentales —  Полина, вторая жена Жана
- 2001 — Репетиция — Натали
- 2002 — 8 женщин / 8 femmes — Луиза
- 2002 — В поисках Дебры Уингер / À la recherche de Debra Winger — саму себя
- 2003 — Заблудшие / Les Égarés — Одиль Шабер
- 2003 — История Мари и Жюльена / Histoire de Marie et Julien — Мари
- 2003 — Натали / Nathalie… — Натали/Марлен
- 2005 — Искусство красиво расставаться / Un fil a la patte — Люсетт
- 2005 — Ад / L’Enfer — Софи
- 2005 — Д’Артаньян и три мушкетёра[фр.] (ТВ) / D’Artagnan et les Trois Mousquetaires — Миледи
- 2006 — Преступление / Un crime — Элис Паркер
- 2006 — Герой семьи / Le Héros de la famille — Леа О'Коннор
- 2007 — Свидетели / Les Temoins — Сара
- 2008 — Душа / Vinyan — Жанна Беллмер
- 2008 — Диско / Disco — Франс Наварр
- 2008 — Мои звёзды прекрасны / Mes stars et moi — Изабель Серена
- 2010 — Всё начинается с конца / Ça commence par la fin — Габриэль
- 2012 — Бай, бай, Блонди! / «Bye Bye Blondie» — Фрэнсис
- 2014 — Моя госпожа / My Mistress — Мэгги
- 2014 — Желтоглазые крокодилы / Les yeux jaunes des crocodiles — Ирис Дюпин
- 2020 — Объятия /  L'étreinte — Марго Хартман
- 2022 — Пассажиры ночи / Les passagers de la nuit — Ванда Дорваль